# Arisaema ringens
Arisaema ringens är en kallaväxtart som först beskrevs av Carl Peter Thunberg, och fick sitt nu gällande namn av Heinrich Wilhelm Schott. Arisaema ringens ingår i släktet Arisaema och familjen kallaväxter. Inga underarter finns listade.

## Bildgalleri

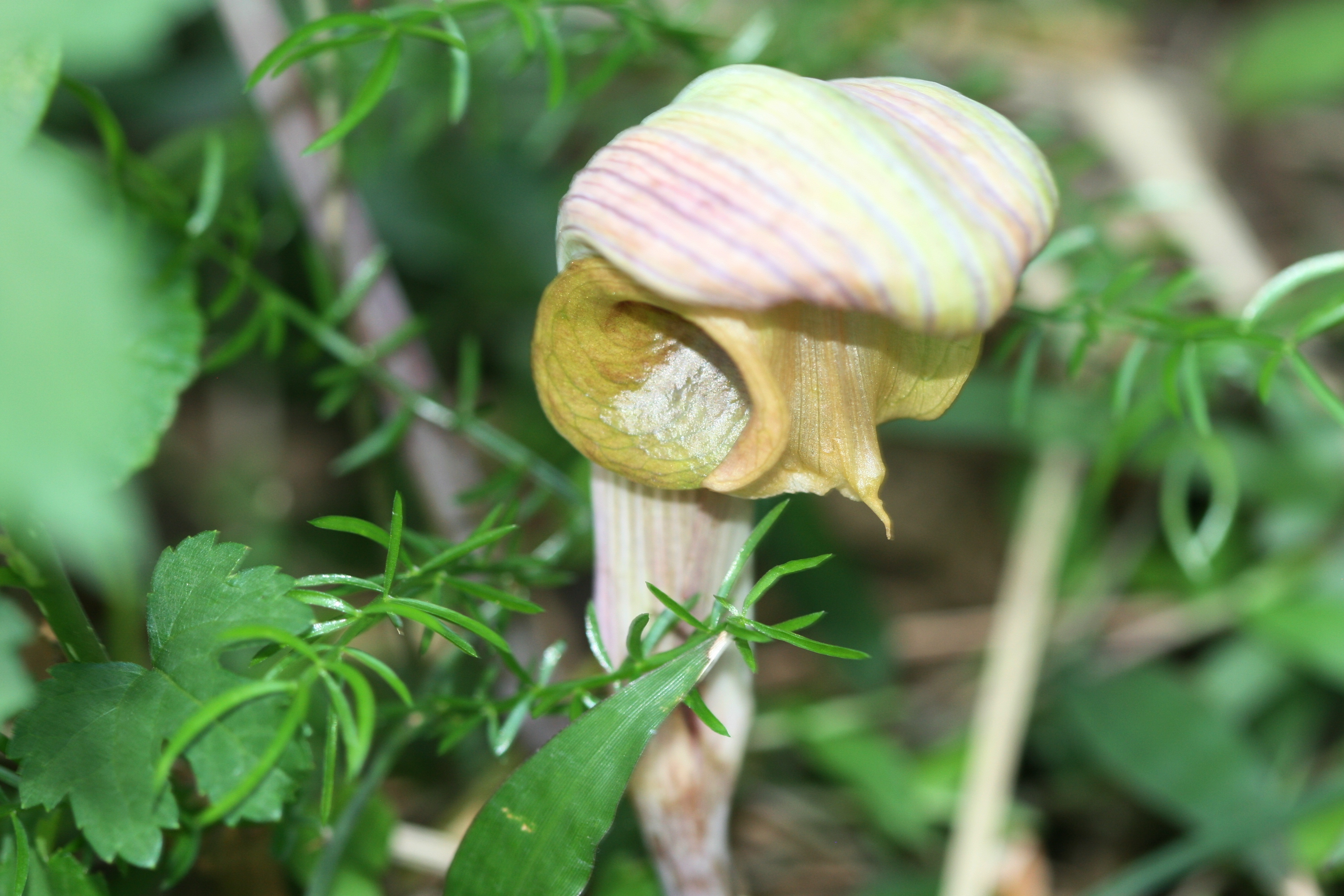
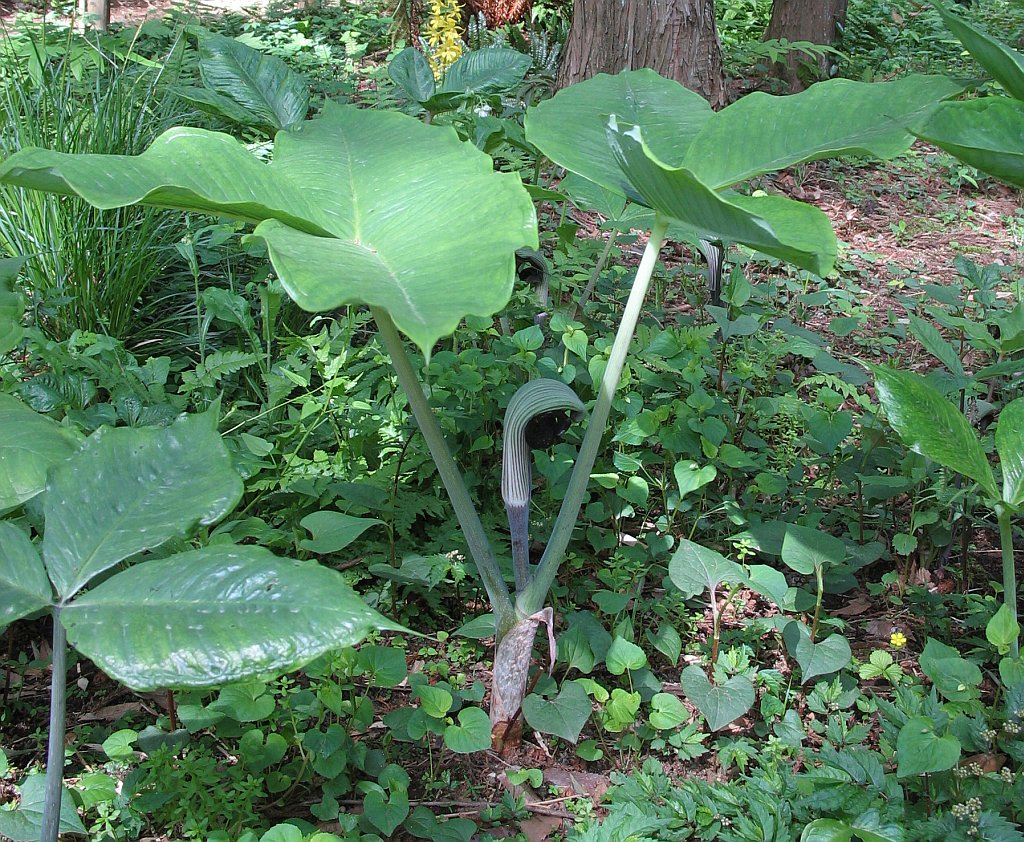
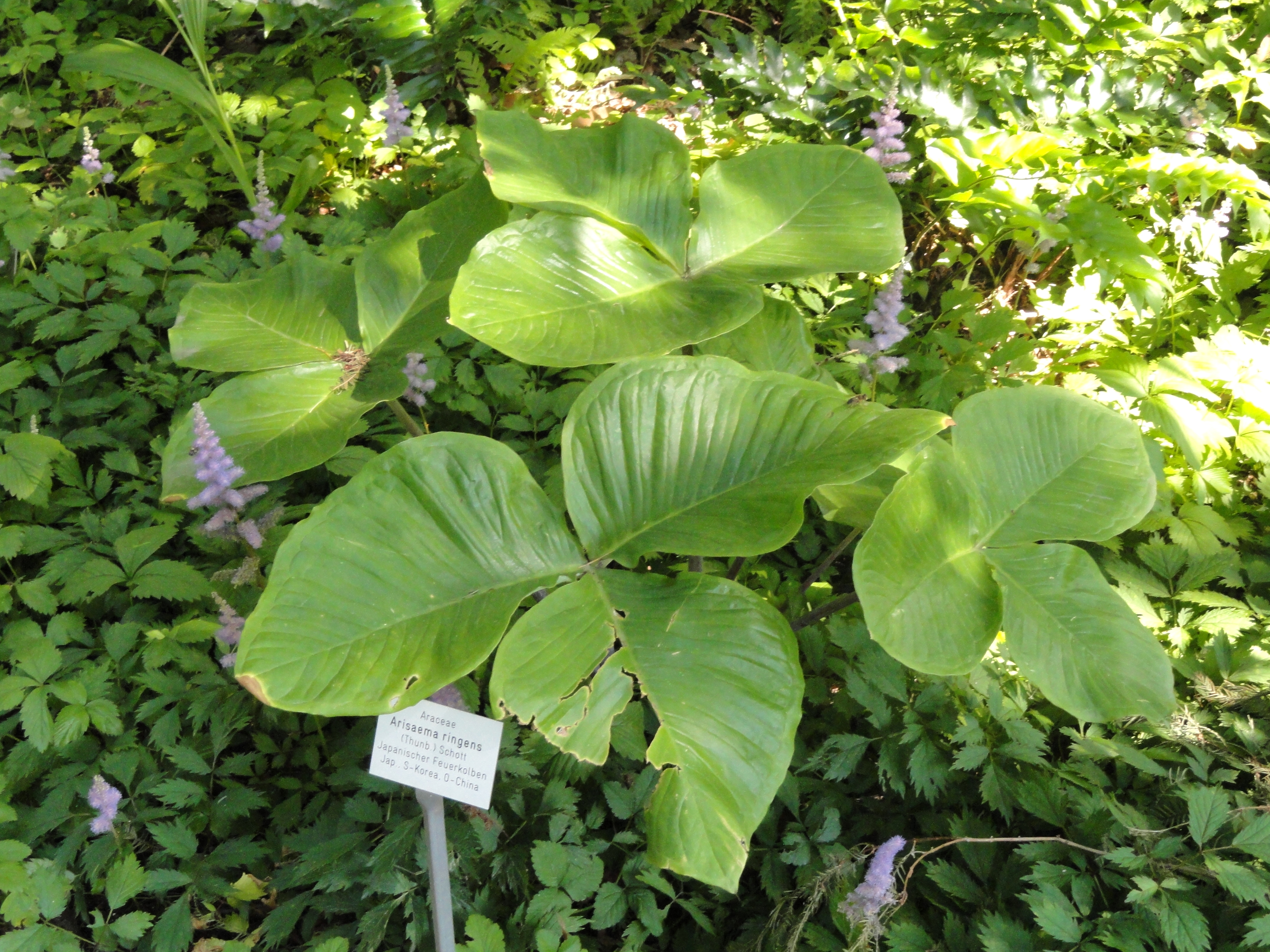
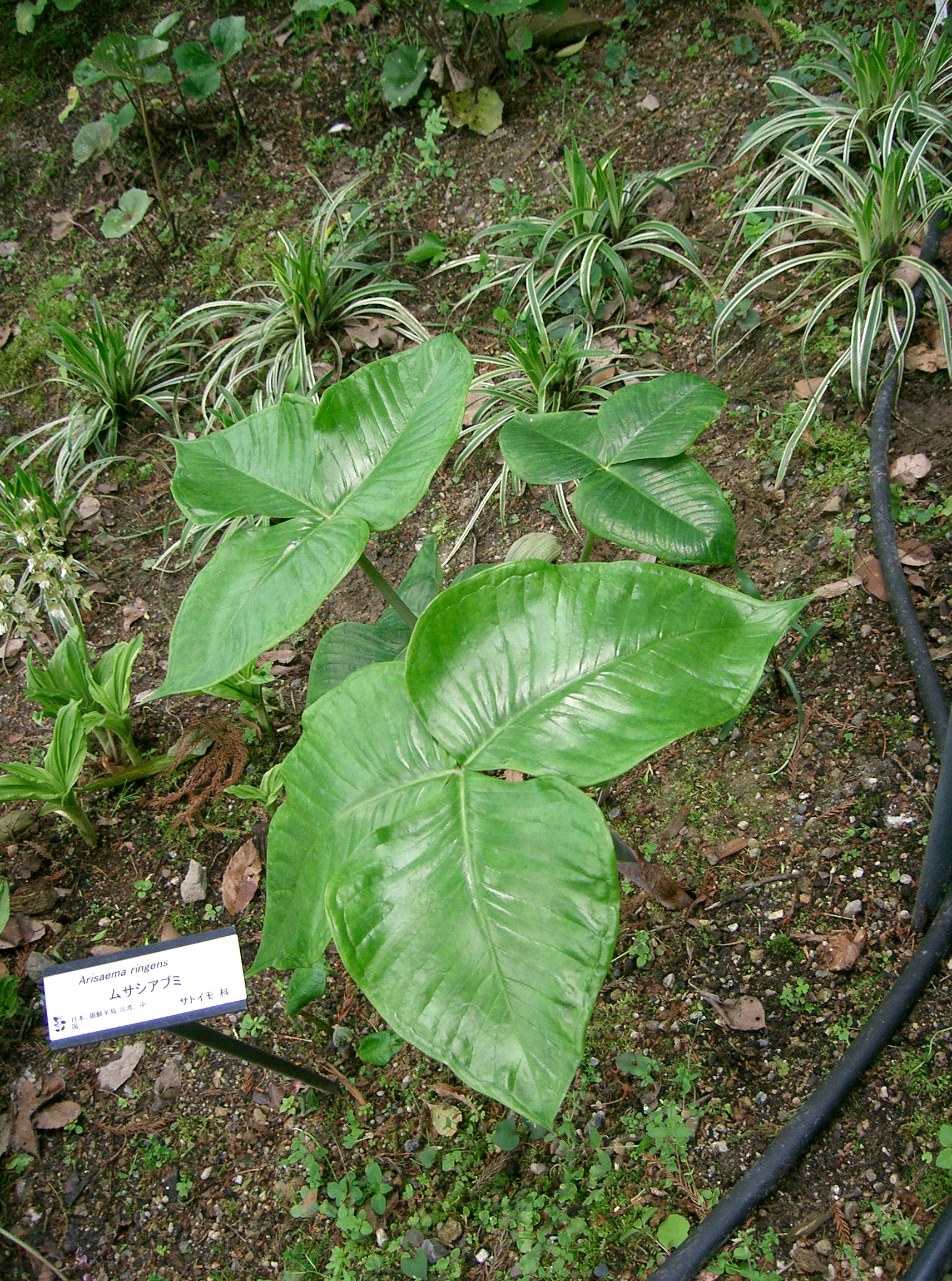